# مارچینووا وولا
مارچینووا وولا (به لاتین: Marcinowa Wola) یک روستا در لهستان است که در گمینا میوکی واقع شده‌است. مارچینووا وولا ۲۷۵ نفر جمعیت دارد.